# Film francesi proposti per l'Oscar al miglior film straniero
La Francia ha proposto propri film agli Oscar fin dal 1956, anno in cui la categoria del premio dedicata al miglior film straniero è regolarmente entrata nella lista dei premi.
In precedenza tre film francesi avevano già ricevuto un premio speciale dedicato ai film non in inglese.
La Francia è uno dei paesi che ha ricevuto il maggior numero di riconoscimenti nella manifestazione: sono infatti 39 i film che hanno ricevuto una nomination e nove hanno vinto la statuetta, portando a dodici i premi vinti da film francesi.
Questa è la lista di tutti i film francesi proposti per l'Oscar al miglior film straniero.
| Anno | Film                                                                      | Regia                               | Risultato      |
| ---- | ------------------------------------------------------------------------- | ----------------------------------- | -------------- |
| 1949 | Monsieur Vincent                                                          | Maurice Cloche                      | Oscar speciale |
| 1951 | Le mura di Malapaga (Au delà des grilles)                                 | René Clément                        | Oscar speciale |
| 1953 | Giochi proibiti (Jeux interdits)                                          | René Clément                        | Oscar speciale |
| 1957 | Gervaise                                                                  | René Clément                        | Candidato      |
| 1958 | Il quartiere dei lillà (Porte de Lilas)                                   | René Clair                          | Candidato      |
| 1959 | Mio zio (Mon oncle)                                                       | Jacques Tati                        | Vincitore      |
| 1960 | Orfeo negro (Orfeu negro)                                                 | Marcel Camus                        | Vincitore      |
| 1961 | La verità (La vérité)                                                     | Henri-Georges Clouzot               | Candidato      |
| 1962 | L'anno scorso a Marienbad (L'année dernière à Marienbad)                  | Alain Resnais                       | Non candidato  |
| 1963 | L'uomo senza passato (Les dimanches de Ville d'Avray)                     | Serge Bourguignon                   | Vincitore      |
| 1964 | Fuoco fatuo (Le feu follet)                                               | Louis Malle                         | Non candidato  |
| 1965 | Les Parapluies de Cherbourg                                               | Jacques Demy                        | Candidato      |
| 1966 | Il bandito delle 11 (Pierrot le fou)                                      | Jean-Luc Godard                     | Non candidato  |
| 1967 | Un uomo, una donna (Un homme et une femme)                                | Claude Lelouch                      | Vincitore      |
| 1968 | Vivere per vivere (Vivre pour vivre)                                      | Claude Lelouch                      | Candidato      |
| 1969 | Baci rubati (Baisers volés)                                               | François Truffaut                   | Candidato      |
| 1970 | La mia notte con Maud (Ma nuit chez Maud)                                 | Éric Rohmer                         | Candidato      |
| 1971 | Sciuscià nel Vietnam (Hoa-Binh)                                           | Raoul Coutard                       | Candidato      |
| 1972 | Remparts d'argile                                                         | Jean-Louis Bertuccelli              | Non candidato  |
| 1973 | Il fascino discreto della borghesia (Le charme discret de la bourgeoisie) | Luis Buñuel                         | Vincitore      |
| 1974 | Effetto notte (La nuit américaine)                                        | François Truffaut                   | Vincitore      |
| 1975 | Cognome e nome: Lacombe Lucien (Lacombe Lucien)                           | Louis Malle                         | Candidato      |
| 1976 | India Song                                                                | Marguerite Duras                    | Non candidato  |
| 1977 | Cugino, cugina (Cousin, Cousine)                                          | Jean-Charles Tacchella              | Candidato      |
| 1978 | La vita davanti a sé (La vie devant soi)                                  | Moshé Mizrahi                       | Vincitore      |
| 1979 | Preparate i fazzoletti (Préparez vos mouchoirs)                           | Bertrand Blier                      | Vincitore      |
| 1980 | Una donna semplice (Une histoire simple)                                  | Claude Sautet                       | Candidato      |
| 1981 | L'ultimo metrò (Le dernier métro)                                         | François Truffaut                   | Candidato      |
| 1982 | Diva                                                                      | Jean-Jacques Beineix                | Non candidato  |
| 1983 | Colpo di spugna (Coup de torchon)                                         | Bertrand Tavernier                  | Candidato      |
| 1984 | Prestami il rossetto (Coup de foudre)                                     | Diane Kurys                         | Candidato      |
| 1985 | Ciao amico (Tchao Pantin)                                                 | Claude Berri                        | Non candidato  |
| 1986 | Tre uomini e una culla (Trois hommes et un couffin)                       | Coline Serreau                      | Candidato      |
| 1987 | Betty Blue (37°2 le matin)                                                | Jean-Jacques Beineix                | Candidato      |
| 1988 | Arrivederci ragazzi (Au revoir les enfants)                               | Louis Malle                         | Candidato      |
| 1989 | La lettrice (La lectrice)                                                 | Michel Deville                      | Non candidato  |
| 1990 | Camille Claudel                                                           | Bruno Nuytten                       | Candidato      |
| 1991 | Cyrano de Bergerac                                                        | Jean-Paul Rappeneau                 | Candidato      |
| 1992 | Van Gogh                                                                  | Maurice Pialat                      | Non candidato  |
| 1993 | Indocina (Indochine)                                                      | Régis Wargnier                      | Vincitore      |
| 1994 | Germinal                                                                  | Claude Berri                        | Non candidato  |
| 1995 | L'età acerba (Les roseaux sauvages)                                       | André Téchiné                       | Non candidato  |
| 1996 | Peccato che sia femmina (Gazon maudit)                                    | Josiane Balasko                     | Non candidato  |
| 1997 | Ridicule                                                                  | Patrice Leconte                     | Candidato      |
| 1998 | Western - Alla ricerca della donna ideale (Western)                       | Manuel Poirier                      | Non candidato  |
| 1999 | La vita sognata degli angeli (La vie rêvée des anges)                     | Érick Zonca                         | Non candidato  |
| 2000 | Est-ovest - Amore-libertà (Est - Ouest)                                   | Régis Wargnier                      | Candidato      |
| 2001 | Il gusto degli altri (Le goût des autres)                                 | Agnès Jaoui                         | Candidato      |
| 2002 | Il favoloso mondo di Amélie (Le Fabuleux Destin d'Amélie Poulain)         | Jean-Pierre Jeunet                  | Candidato      |
| 2003 | 8 donne e un mistero (8 Femmes)                                           | François Ozon                       | Non candidato  |
| 2004 | Bon Voyage                                                                | Jean-Paul Rappeneau                 | Non candidato  |
| 2005 | Les choristes - I ragazzi del coro (Les choristes)                        | Christophe Barratier                | Candidato      |
| 2006 | Joyeux Noël - Una verità dimenticata dalla storia (Joyeux Noël)           | Christian Carion                    | Candidato      |
| 2007 | Un po' per caso, un po' per desiderio (Fauteuils d'orchestre)             | Danièle Thompson                    | Short-list     |
| 2008 | Persepolis                                                                | Vincent Paronnaud e Marjane Satrapi | Non candidato  |
| 2009 | La classe - Entre les murs (Entre les murs)                               | Laurent Cantet                      | Candidato      |
| 2010 | Il profeta (Un prophète)                                                  | Jacques Audiard                     | Candidato      |
| 2011 | Uomini di Dio (Des hommes et des dieux)                                   | Xavier Beauvois                     | Non candidato  |
| 2012 | La guerra è dichiarata (La guerre est déclaréeè)                          | Valérie Donzelli                    | Non candidato  |
| 2013 | Quasi amici - Intouchables (Intouchables)                                 | Éric Toledano e Olivier Nakache     | Short-list     |
| 2014 | Renoir                                                                    | Gilles Bourdos                      | Non candidato  |
| 2015 | Saint Laurent                                                             | Bertrand Bonello                    | Non candidato  |
| 2016 | Mustang                                                                   | Deniz Gamze Ergüven                 | Candidato      |
| 2017 | Elle                                                                      | Paul Verhoeven                      | Non candidato  |
| 2018 | 120 battiti al minuto (120 battements par minute)                         | Robin Campillo                      | Non candidato  |
| 2019 | La douleur                                                                | Emmanuel Finkiel                    | Non candidato  |
| 2020 | I miserabili                                                              | Ladj Ly                             | Candidato      |
| 2021 | Due (Deux)                                                                | Filippo Meneghetti                  | Short-list     |
| 2022 | Titane                                                                    | Julia Ducournau                     | Non candidato  |
| 2023 | Saint Omer                                                                | Alice Diop                          | Short-list     |
| 2024 | Il gusto delle cose (La Passion de Dodin Bouffant)                        | Tran Anh Hung                       | Short-list     |
| 2025 | Emilia Pérez                                                              | Jacques Audiard                     | Candidato      |

| Non candidato  | Il film è stato proposto dalla Francia, ma non è stato candidato dall'Academy of Motion Picture Arts and Sciences            |
| Short-list     | Il film è entrato nella "short-list" stilata a gennaio o a dicembre dei nove candidati per l'Oscar al miglior film straniero |
| Candidato      | Il film è entrato a far parte dei cinque candidati per l'Oscar al miglior film straniero                                     |
| Vincitore      | Il film ha vinto l'Oscar al miglior film straniero                                                                           |
| Oscar speciale | Il film ha vinto l'Oscar speciale assegnato tra il 1948 ed il 1956, periodo di tempo in cui non esisteva ancora il premio    |